# Eoophyla pervenustalis
Eoophyla pervenustalis là một loài bướm đêm trong họ Crambidae.